# 土佐岩原駅
土佐岩原駅（とさいわはらえき）は、高知県長岡郡大豊町岩原に所在する、四国旅客鉄道（JR四国）土讃線の駅である。駅番号はD28。

## 概要
土讃線における高知県内最初の駅であり、高知県内最北端の駅ともなっている。1974年に土佐電気鉄道安芸線が廃止されてから1992年に阿佐海岸鉄道阿佐東線が開業するまでは、同県内における最東端の駅でもあった（現在の最東端は奈半利駅）。
上り方の次駅・大歩危との間には、徳島・高知県境と共に、全長4,179 mの大歩危トンネルが存在する。同トンネルは、1986年3月の予讃線短絡ルート開通に伴い犬寄トンネル（6,012 m）が使用開始となるまで、四国島内の国鉄線における最長トンネルとなっていた。
現在は普通列車のみ停車する。

## 歴史
- 1935年（昭和10年）11月28日：開業[2]。
- 1962年（昭和37年）2月20日：豊永駅との区間で大規模な土砂崩れが発生。同年3月26日に仮復旧[4]。翌年、新線に切り替え。
- 1970年（昭和45年）10月1日：無人駅化[5]（簡易委託駅化[6]）。同時に手荷物及び小口扱貨物の取り扱いを廃止し小荷物の取り扱いを到着小荷物（特別扱新聞紙に限る）に限定[2][7]。
- 1986年（昭和61年）12月26日：大豊町農協が改築費1500万円全額を負担して、農協岩原事務所との合築駅舎にする[8]。
- 1987年（昭和62年）4月1日：国鉄分割民営化により四国旅客鉄道に承継[2]。

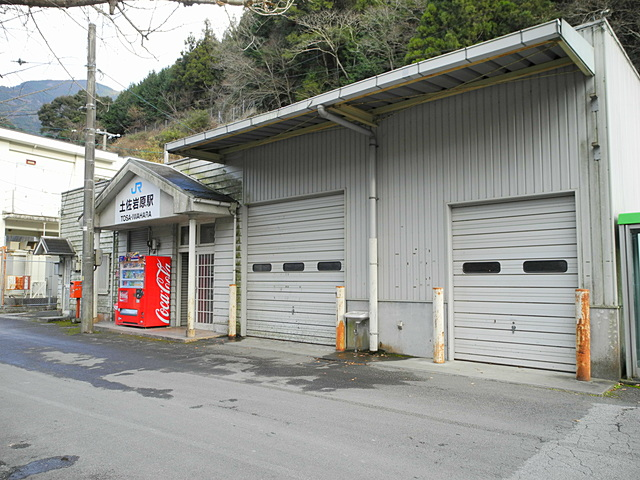
旧駅舎（2011年3月）

## 駅構造

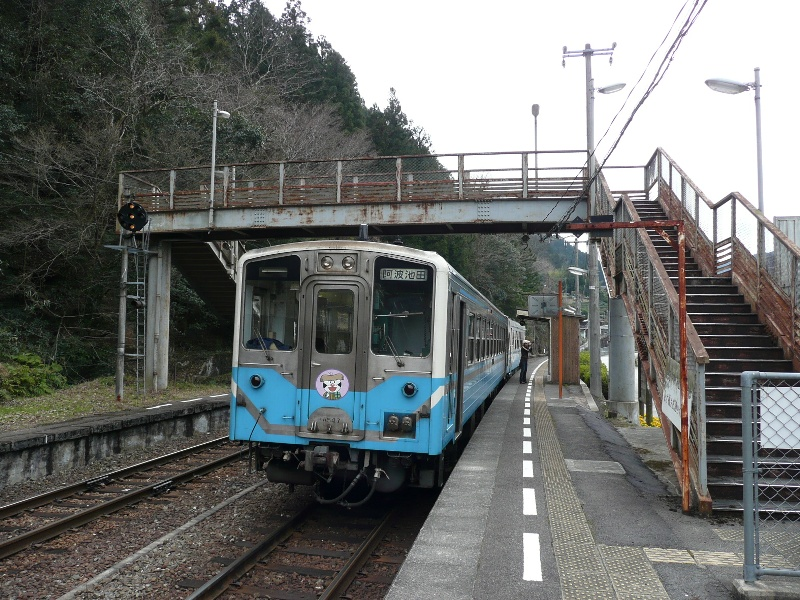
1番線ホーム（2008年3月）

相対式ホーム2面2線を有する地上駅。現在は無人駅となっている。
鉄骨平屋建ての駅舎には大豊町農協（のちのJA土佐れいほく→JA高知県）岩原事務所が併設されていたが廃止され、それ以後JAが入居していた部分にはシャッターが下りている。ホーム間は跨線橋で移動する。トイレは、閉鎖されていて使用できない。現在、駅舎は取り壊され更地になっている。

### のりば
| のりば | 路線    | 方向 | 行先                 |
| ------ | ------- | ---- | -------------------- |
| 1      | ■土讃線 | 上り | 大歩危・阿波池田方面 |
| 2      | ■土讃線 | 下り | 土佐山田・高知方面   |

## 駅周辺
- 国道32号
- 高知県道259号土佐岩原停車場線

## 隣の駅
四国旅客鉄道（JR四国）
■土讃線
■普通
大歩危駅 (D27) - 土佐岩原駅 (D28) - 豊永駅 (D29)